# 済南郡
済南郡（濟南郡、さいなん-ぐん）は、中国にかつて存在した郡。漢代から唐代にかけて、現在の山東省済南市および淄博市一帯に設置された。

## 概要
紀元前164年（前漢の文帝16年）、劉辟光が済南王となり、済南国が置かれた。紀元前155年（景帝2年）、済南王劉辟光が呉楚七国の乱に参加して殺害されると、済南国は廃止されて、済南郡に改められた。済南郡は青州に属し、東平陵・鄒平・台・梁鄒・土鼓・於陵・陽丘・般陽・菅・朝陽・歴城・猇・著・宜成の14県を管轄した。『漢書』によれば前漢末に14万761戸、64万2884人があった。
王莽のとき、楽安郡と改称され、代わりに元の斉郡が済南郡と改称された。
後漢が建てられると、済南郡の称にもどされた。光武帝の皇子の劉康が、39年（建武15年）に済南公となり、41年（建武17年）に済南王となると、済南国が置かれた。済南国は東平陵・著・於陵・台・菅・土鼓・梁鄒・鄒平・東朝陽・歴城の10県を管轄した。
晋のとき、済南郡は平寿・下密・膠東・即墨・祝阿の5県を管轄した。
南朝宋のとき、済南郡は歴城・朝陽・著・土鼓・逢陵・平陵の6県を管轄した。468年（泰始4年）、北魏の慕容白曜が歴城を占領し、済南郡は北魏の統治下に入った。
北魏のとき、済南郡は斉州に属し、歴城・著・平陵・土鼓・逢陵・朝陽の6県を管轄した。
583年（開皇3年）、隋が郡制を廃すると、済南郡は廃止されて、斉州に編入された。607年（大業3年）に州が廃止されて郡が置かれると、斉州は斉郡と改称された。
618年（武徳元年）、唐により斉郡は斉州と改められた。742年（天宝元年）、斉州は臨淄郡と改称された。746年（天宝5載）、済南郡と改められた。758年（乾元元年）、済南郡は斉州と改称され、済南郡の呼称は姿を消した。